# Blepharella seydeli
Blepharella seydeli là một loài ruồi trong họ Tachinidae.